# Revue d'histoire de l'Église de France

La Revue d'histoire de l'Église de France (RHEF) est une revue universitaire, bisannuelle, publiée avec le soutien du ministère de la Culture[réf. nécessaire].

## Historique
La revue paraît depuis 1910. Depuis 2015, Xavier Boniface est directeur du comité de rédaction,.
Plus de 500 historiens ont participé à la rédaction des articles.

## Description
La « Société d'histoire religieuse de la France » publie la revue et la maison d'édition belge Brepols en édite son contenu. Chaque fascicule est composé environ 300 pages et comprend des recensions d'ouvrages, des articles de fond et des travaux de recherche. La revue « s'efforce de tenir ses lecteurs au courant de tout ce qui concerne le passé religieux de la France, depuis les débuts du christianisme jusqu'à nos jours ».